# Lockheed L-14 Super Electra
El Lockheed Model 14 Super Electra, más conocido comúnmente como el Lockheed 14 o L-14, fue un avión civil de pasajeros y carga construido por la Lockheed Aircraft Corporation a finales de los años 30 del siglo XX. Un derivado del anterior Model 10 Electra, el Model 14 también fue desarrollado en mayores y más capaces versiones civiles y militares.

## Diseño y desarrollo
El diseño, desarrollado por un equipo liderado por Don Palmer, era una versión sobreescalada del original Model 10 Electra, con la acomodación para pasajeros aumentada de 10 a 14. Estaba destinado a competir comercialmente con los contemporáneos Douglas DC-2 y Boeing 247. El primer Model 14 voló el 29 de julio de 1937, pilotado por Marshall Headle. Los primeros L-14 usaban el motor Pratt & Whitney R-1690 Hornet; más tarde el Wright R-1820 Cyclone 9 fue ofrecido como opción.
Lockheed construyó un total de 114 Model 14; otros 119 ejemplares fueron construidos bajo licencia en Japón por la Compañía Aeronáutica Tachikawa bajo la designación Avión de Transporte Tachikawa Tipo LO (Thelma). Otros 121 aparatos fueron construidos por la Kawasaki Aircraft Company bajo la designación Transporte de Carga Kawasaki Tipo 1. El fuselaje de carga del Tipo 1 fue alargado en 1,4 metros, permitiendo la instalación de grandes puertas de carga.
En Japón, durante el final de los años 30 y principios de los años 40, en común con la mayoría de las grandes economías de la época, la investigación estaba siendo orientada hacia las cabinas presurizadas para el vuelo a gran altitud. Del mismo modo que el Lockheed XC-35 en los Estados Unidos, Tachikawa incorporó una cabina presurizada en unas nuevas secciones delantera y central de fuselaje de uno de los Tipo LO construidos localmente. El avión de investigación resultante fue designado Avión de Investigación en Altitud Tachikawa-Lockheed Tipo-B y la designación de la compañía fue Tachikawa SS-1. La primera conversión fue completada en mayo de 1943 y remotorizada con dos motores radiales de 14 cilindros Mitsubishi Ha-102 de 810 kW (1080 hp). Las dos unidades convertidas realizaron un breve programa de pruebas de vuelo.

## Historia operacional
El Model 14 entró en servicio comercial con Northwest Airlines en los Estados Unidos, en octubre de 1937. Los aviones fueron exportados para ser usados por Aer Lingus (Irlanda), British Airways y KLM (Países Bajos). El Model 14 fue la base para desarrollar el avión de reconocimiento marítimo y bombardero ligero Lockheed Hudson, operado por la Real Fuerza Aérea, las USAAF, la Armada de los Estados Unidos y muchos otros operadores durante la Segunda Guerra Mundial.
En 1938, el primer ministro británico Neville Chamberlain, tras firmar los Acuerdos de Múnich, volvió al aeropuerto de Heston de Londres a bordo de un Lockheed 14 de British Airways, y fue famosamente fotografiado junto al avión (registro G-AFGN), mostrando a la multitud el documento firmado, que más tarde aquel día, él mismo describiría como el que traería “la paz de nuestro tiempo”.

### Vuelos rompe récord
En mayo de 1938, un equipo de aviadores de la aerolínea polaca LOT, compuesto por Wacław Makowski, director de LOT y primer piloto, Zbigniew Wysiekierski, segundo piloto, Szymon Piskorz, mecánico y radio navegador, Alfons Rzeczewski, radio navegador, y Jerzy Krassowski, asistente, realizaron un vuelo experimental desde los Estados Unidos a Polonia. Este vuelo fue realizado a bordo de uno de los aviones comprados por LOT, fabricado por Lockheed en California, un Lockheed Model 14H Super Electra (cuyo registro polaco era SP-LMK). La tripulación despegó desde Burbank (Los Ángeles), donde este avión había sido fabricado, y tras un recorrido por Sudamérica, atravesó el Atlántico desde Brasil al África Occidental en ruta hacia Varsovia. Un póster celebrando el vuelo puede ser observado en una foto de la Biblioteca del Congreso de los Estados Unidos/Archivo Matson de la oficina de ventas de LOT/Imperial Airways en Jerusalén, alrededor de 1939.
La distancia cubierta fue de 24 850 km. Volaron vía las ciudades de Mazatlán, Ciudad de México, Guatemala y Panamá, luego vía las ciudades sudamericanas de Lima (Perú), Santiago (Chile), Buenos Aires (Argentina), y Río de Janeiro y Natal en Brasil. Volaron a través del Atlántico Sur hasta Dakar (Senegal), en África y luego hacia Casablanca, Túnez y después hacia Roma (Italia). El tramo final del vuelo los llevó hasta Varsovia (Polonia). El tiempo de vuelo fue de 85 horas entre el 13 de mayo y el 5 de junio. El sobrevuelo del Atlántico (desde Natal hasta Dakar) les llevó 11 horas y 10 minutos (3070 km). Esta hazaña de los aviadores polacos marcó la historia de la comunicación aérea a nivel mundial (antes de este vuelo, los aviones comerciales eran entregados a través del Atlántico como carga por vía marítima).
Howard Hughes voló un Super Electra (NX18973) en un vuelo de circunnavegación global. Con cuatro compañeros (Harry Connor, copiloto y navegador; Tom Thurlow, navegador; Richard Stoddart, radio operador; y Ed Lund, ingeniero de vuelo), el Lockheed 14 despegó desde el Floyd Bennett Field, en Nueva York, el 10 de julio de 1938 a las 5:20 p. m. El vuelo, que rodeó las más estrechas latitudes septentrionales, discurrió a través de París, Moscú, Omsk, Yakutsk, Fairbanks (Alaska), y Mineápolis, antes de volver a Nueva York el 14 de julio a las 1:37 p. m. La distancia total volada fue de 23 612 km y el tiempo total fue de 3 días, 19 horas y 17 minutos.

## Variantes
Datos de: Lockheed Aircraft since 1913.
Model 14
Versión básica de avión comercial del Super Electra; las variantes con cambios en la disposición de cabina, modelos de motor, etcétera, se denotaron con sufijos alfanuméricos.
Model 14H
20 aviones propulsados por dos motores Pratt & Whitney R-1690-S1E-G Hornet de 652 kW (875 hp).
Model 14H-2
32 aviones propulsados por dos motores R-1690-S1E2-G de 652 kW (875 hp), 12 de los cuales fueron remotorizados con motores Pratt & Whitney R-1830-S1C3-G Twin Wasp de 890 kW (1200 hp) para convertirse en el 14-08.
Model C-14H-1
Un único 14H (número de serie 1401) convertido con techo de cabina abultado y grandes puertas de carga para llevar cargas voluminosas, más tarde reconvertido a 14H para ser usado por aerolíneas en Brasil y Nicaragua.
Model 14-08
Doce 14H-2 remotorizados con motores R-1830-S1C3-G de 890 kW (1200 hp) para Trans Canada Airlines (TCA).
Model 14-WF62
Una versión exclusivamente de exportación propulsada por dos motores Wright SGR-1820-F62 Cyclone de 670 kW (900 hp) para British Airways (8), KLM (11) y Aer Lingus (2).
Model 14-WG3B
Otra versión de exportación, también conocida como 14-G3B, propulsada por dos motores GR-1820-G2B de 670 kW (900 hp). Con la excepción de cuatro aviones entregados a Rumania, todos los WG3B fueron entregados a Japón, ya fuera a Tachikawa Hikoki K. K. para su reventa o directamente al operador Nihon Hikoki K. K.
Model 14-N
Dos aviones fueron completados como transportes personales, propulsados por dos motores GR-1820-G105 de 820 kW (1100 hp).
Model 14-N2
Un avión construido para Howard Hughes, para un vuelo alrededor del mundo, propulsado por dos GR-1820-G102 de 820 kW (1100 hp) y equipado con depósitos auxiliares en la cabina, así como equipos de supervivencia, de navegación y de comunicaciones.
Model 14-N3
Un avión con dos motores GR-1820-G105A de 820 kW (1100 hp).
Avión de Transporte Lockheed Tipo LO
Designación larga dada a 30 aviones Model 14-WG3B entregados por Lockheed para su uso por Nihon Koku K. K. Llevaron el nombre en clave aliado Toby.
C-111
Tres Model 14 civiles requisados en Australia. Se les asignaron números de serie del año fiscal 1944 después del hecho.
XR4O-1
Un L-14 (número de la Armada 1441, número de serie 1482) usado como transporte ejecutivo de la Armada estadounidense.
Avión de Transporte Tachikawa Tipo LO
Producción japonesa bajo licencia del Model 14-08 por la Tachikawa Aircraft Company, propulsada por dos motores radiales de 14 cilindros Mitsubishi Ha-26-I de 670 kW (900 hp). A los 119 aviones de producción se les dio el nombre en clave aliado de Thelma.
Transporte de Carga Kawasaki Tipo 1 del Ejército
Designación larga del Ki-56.
Kawasaki Ki-56
Aviones de transporte de carga rediseñados por Takei Doi en la Kawasaki Kokuki Kogoyo K. K., desde el Tipo LO. La atención especial puesta en la reducción de peso, el incremento de 1,5 m en la longitud del fuselaje trasero, y la potencia de dos motores radiales de 14 cilindros Nakajima Ha-25 de 710 kW (950 hp) mejoraron las prestaciones y el manejo. A los 121 aviones de producción se les dio el nombre en clave aliado de Thalia.

## Operadores

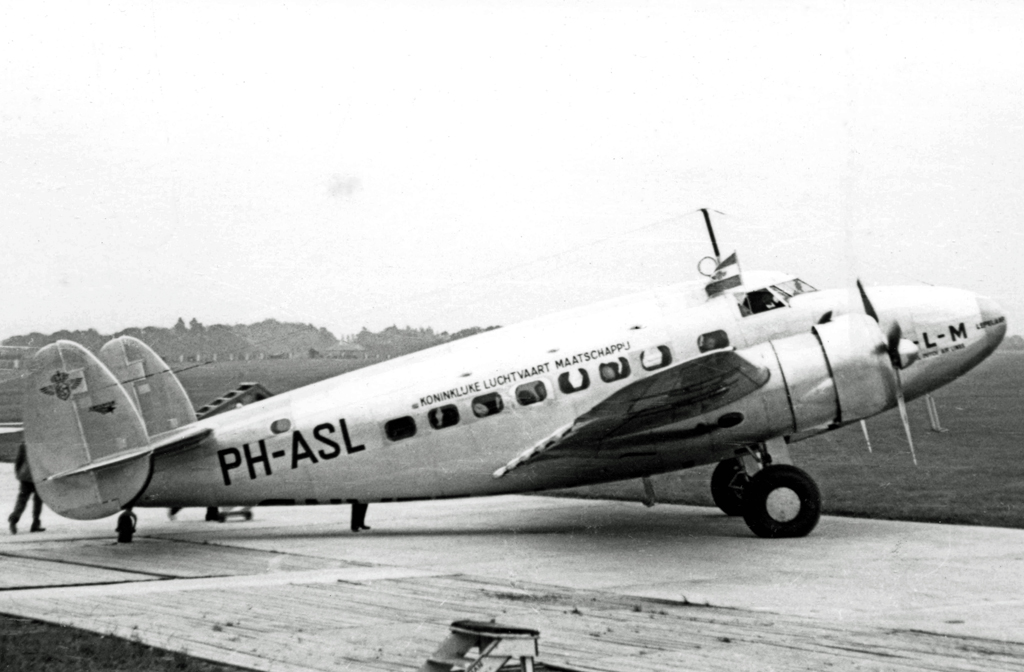
KLM operó dos Lockheed 14 en Europa durante 1938/39.

### Civiles
Australia
- Guinea Airways
- Qantas Empire Airways

 Bélgica
- Sabena: en África.
- John Mahieu Aviation (posguerra)

 Brasil
- Aerovías Brasil
- Linhas Aéreas Paulistas – LAP

 Canadá
- Trans Canada Air Lines: 16 Lockheed 14H-2 Super Electra, 12 modificados al estándar Model 14-08.
- Canadian Pacific Air Lines

 Estados Unidos
- Northwest Airlines
- Continental Air Lines
- Santa Maria Airlines

 Francia
- Air Afrique: la aerolínea de preguerra, sin relación con la aerolínea de posguerra del mismo nombre.
- Air France

 Honduras
- TACA Airways System

 Indias Orientales Neerlandesas
- KNILM

 Irlanda
- Aer Lingus Teoranta

 Japón
- Transporte Aéreo de Japón (Nihon Kōkū Yusō KK)
- Línea Aérea Imperial Japonesa (Dai Nippon Kōkū KK), con la que se fusionó Transporte Aéreo de Japón.

 Países Bajos
- KLM: la mayoría para la Sección de las Indias Orientales de KLM en el Caribe.

 Polonia
- LOT Polish Airlines: operó 10 aviones entre mayo de 1938 y septiembre de 1939. Dos aviones (SP-BNG y SP-BNJ) se estrellaron. Cuando comenzó la Segunda Guerra Mundial, cuatro aviones (SP-BNH, SP-BPK, SP-BNE y SP-BPL) fueron evacuados a Rumania y finalmente tomados por LARES. Un avión (SP-BPN) fue internado en Estonia y tres (SP-BNF, SP-BPM y SP-LMK) fueron evacuados al Reino Unido. Dos de ellos fueron tomados por BOAC a mediados de los años 40.

 Portugal
- DETA Mozambique Airways: sirviendo en la colonia portuguesa de Mozambique.

 Reino Unido
- British Airways Ltd.: no confundir con la moderna línea aérea del mismo nombre.
- BOAC: con la que se fusionó British Airways Ltd.

 Rumania
- LARES (Liniile Aeriene Române Exploatate cu Statul)

 Trinidad y Tobago
- British West Indian Airways

 Venezuela
- Línea Aeropostal Venezolana (LAV)

### Militares
Canadá
- Real Fuerza Aérea Canadiense

 Estados Unidos
- Fuerzas Aéreas del Ejército de los Estados Unidos
- Armada de los Estados Unidos

 Estonia
- Fuerza Aérea Estonia: operó un avión, el ex SP-BPN polaco, internado el 4 de septiembre de 1939. Este Super Electra fue usado para vuelos vip entre 1939 y 1940.

 Japón
- Ejército Imperial Japonés

 Sudáfrica
- Fuerza Aérea Sudafricana

 Unión Soviética
- Fuerza Aérea Soviética: tomó el control de un único Super Electra ex polaco después de apoderarse de Estonia en 1940. El avión se estrelló durante un despegue de Riga a Moscú en octubre de 1940. Los restos todavía estaban presentes en el aeródromo durante la invasión alemana de 1941.

## Accidentes e incidentes
- El 10 de enero de 1938, el Vuelo 2 the Northwest Airlines, un L-14H, se estrelló cerca de Bozenan, Montana, debido a un fallo estructural causado por un defecto de diseño, muriendo los 10 pasajeros y tripulantes a bordo.
- El 16 de mayo de 1938, un L-14H-2 (NC17394) de Northwest Airlines, se estrelló contra el Stroh Peak (cerca de Saugus, California) mientras realizaba un vuelo de entrega, muriendo los nueve ocupantes que iban a bordo.
- El 8 de julio de 1938, el Vuelo 4 de Northwest Airlines, un L-14H (NC17383), entró en pérdida y se estrelló al despegar desde el Billings Municipal Airport, muriendo las 10 personas que iban a bordo.
- El 22 de julio de 1938, un L-14H (SP-BNG) de LOT Polish Airlines, se estrelló cerca de Stulpicani, Rumania, muriendo los 14 ocupantes que iban a bordo; la causa fue desconocida, pero el avión pudo haber sido impactado por un rayo.
- El 18 de noviembre de 1938, un L-14H-2 (CF-TCL) de Trans Canada Airlines se estrelló poco después del despegue desde el Regina Airport, muriendo ambos pilotos.
- El 22 de noviembre de 1938, un L-14-WF62 (G-AFGO) de British Airways Ltd., se estrelló en Walton Bay, Somerset, mientras realizaba un vuelo de pruebas, muriendo ambos pilotos, el comandante E. G. Robinson y el comandante Robert P. J. Leborgne.
- El 9 de diciembre de 1938, un L-14-WF62 (PH-APE, Ekster) de KLM, se estrelló al despegar debido a un fallo de motor mientras realizaba un vuelo de entrenamiento, muriendo los cuatro ocupantes que iban a bordo.
- El 13 de enero de 1939, el Vuelo 1 de Northwest Airlines, un L-14H, se estrelló al despegar del Miles City Municipal Airport tras un fuego de cabina, muriendo los cuatro ocupantes que iban a bordo.
- El 18 de enero de 1939, un L-14H (VH-ABI, Koranga) de Guinea Airways se estrelló al despegar desde el Tindall Airport tras una pérdida de altitud, muriendo los cuatro ocupantes que iban a bordo.
- El 17 de mayo de 1939, un L-14-WG3B (J-BCOZ) de Imperial Japanese Airways, se estrelló al despegar desde el Fukuoka Airport después de que el avión golpeara una valla, muriendo 6 de los 11 ocupantes que iban a bordo.
- El 21 de diciembre de 1939, L-14-WF62 (G-AFYU) de British Airways Ltd. cayó al mar Mediterráneo a 300 millas de Alejandría, Egipto, muriendo 5 de los 11 ocupantes que iban a bordo.
- El 22 de enero de 1940, un L-14-WF62 (PK-AFO) de KNILM, se estrelló cerca del Ngurah Rai Bali International Airport tras perder altitud en el despegue, muriendo 8 de los 9 ocupantes que iban a bordo.
- El 22 de abril de 1940, un L-14-WF62 (G-AFKD, Loch Invar) de la BOAC, se estrelló cerca de Loch Lomond, Escocia, mientras estaba siendo transportado desde el Perth International Airport al Heston Airport, muriendo los tres tripulantes que iban a bordo.
- El 10 de noviembre de 1940, el L-14N2 (AX688) de la RAF entró en pérdida y se estrelló poco después del despegue desde Nairobi con mal tiempo, muriendo todos.
- El 6 de febrero de 1941, el L-14H-2 (CF-TCP) de Trans Canada Airlines, se estrelló contra unos árboles mientras se aproximaba al Armstrong Airport, muriendo los 12 pasajeros y tripulantes a bordo.
- El 20 de febrero de 1941, el Hudson III T9449 de la Real Fuerza Aérea sufrió un doble fallo de motor y se estrelló cerca de Musgrave Harbour, Newfoundland. El piloto, capitán Joseph Mackey sobrevivió, pero los otros dos tripulantes y el único pasajero murieron. El pasajero era el muy distinguido doctor canadiense y Premio Nobel, Sir Frederick Banting.
- El 18 de diciembre de 1941, un L-14H (CCCP-L3453) de Aeroflot entró en pérdida y se estrelló cerca del Khodynka Airfield tras un fallo de motor durante un vuelo de pruebas, muriendo dos de los tres ocupantes que iban a bordo.
- El 22 de agosto de 1942, el L-14-WF62 (PJ-AIP) de KLM West Indies Service, se estrelló poco después despegar del Piarco Airport, muriendo los 13 ocupantes que iban a bordo.
- El 20 de diciembre de 1942, el L-14H-2 (CF-TPD) de Canadian Pacific Air Llines se estrelló contra el monte William Knight, muriendo los 13 pasajeros y tripulantes a bordo; los restos fueron encontrados en agosto de 1943.
- El 13 de enero de 1943, el L-14H-2 (F-ARRF) de Air France se estrelló en Aguelhok, Mali, debido a un fallo de motor, muriendo los tres tripulantes que iban a bordo.
- El 19 de mayo de 1943, el Hudson III FH168 (número de serie 414-6458) de la Real Fuerza Aérea se estrelló mientras intentaba un aterrizaje forzado a 7 millas al sur de RAF St Eval, Inglaterra. La causa del accidente fue un fallo de motor. Dos de los tripulantes murieron, incluyendo al Comodoro Aéreo Sir Nigel Norman, que fue lanzado a través del parabrisas y se rompió el cuello. Estaba de camino hacia Oriente Medio a una conferencia de planeamiento de las fuerzas aerotransportadas. También murió en el accidente P/O (Obs) Arthur Rotenberg, enterrado en J/16615 en el cementerio de St Columb Major.
- El 26 de agosto de 1943, el L-14H (VP-TAH) de British West Indian Airways se quemó en el Piarco Airport mientras era repostado.
- El 28 de marzo de 1946, el L-14 (514) de Dalstroi Aviation se estrelló al despegar desde Zyrianka, Rusia, debido a un error de la tripulación, muriendo el piloto.
- El 22 de abril de 1946, el B14S (AN-ACC) de TACA de Nicaragua, se estrelló mientras despegaba desde La Libertad Airstrip, muriendo 18 de los 21 ocupantes a bordo, en el peor accidente relacionado con el Super Electra.
- El 7 de diciembre de 1946, un L-14 (6) de Dalstroi Aviation se estrelló mientras ascendía desde Berelakh, Magadan, Rusia (entonces parte del Territorio Jabárovsk), debido a un doble fallo motor,  muriendo los 7 ocupantes que iban a bordo.
- El 29 de octubre de 1948, el L-14-08 (G-AKPD) de R.A Brand & Co. Ltd., se estrelló en la costa de Elba, muriendo los cuatro pasajeros y tripulantes a bordo; los restos se encontraron en marzo de 1954 durante la búsqueda del Vuelo 781 de BOAC.
- El 14 de julio de 1951, el L-14H (SE-BTN) de Airtaco se estrelló al despegar desde Estocolmo debido a un doble fallo de motor causado por la falta de combustible, muriendo cuatro de los seis ocupantes que iban a bordo.
- El 16 de junio de 1955, el L-14H-2 (OB-QAG-338) de TAPSA, se estrelló al despegar desde el Tarapoto Airport debido a la pérdida de control después de que la carga se desplazara,  muriendo los tres ocupantes que iban a bordo.

## Especificaciones (Model 14-WF62 Super Electra)
Referencia datos: Lockheed Aircraft since 1913

### Características generales
- Tripulación: Dos (piloto y copiloto)
- Capacidad: 12-14 pasajeros
- Longitud: 13,5 m (44,3 ft)
- Envergadura: 20 m (65,5 ft)
- Altura: 3,5 m (11,4 ft)
- Superficie alar: 51,2 m² (551 ft²)
- Peso vacío: 4876 kg (10 746,7 lb)
- Peso cargado: 7099 kg (15 646,2 lb)
- Peso máximo al despegue: 7938 kg (17 495,4 lb)
- Planta motriz: 2× motor radial de nueve cilindros sobrealimentado refrigerado por aire Wright SGR-1820-F62 Cyclone.
  - Potencia: 670 kW (924 HP; 911 CV) cada uno.

### Rendimiento
- Velocidad máxima operativa (Vno): 402 km/h (250 MPH; 217 kt) a 1800 m (5800 pies)
- Velocidad crucero (Vc): 346 km/h (215 MPH; 187 kt)
- Alcance: 1370 km (740 nmi; 851 mi)
- Alcance en ferry: 3420 m (11 220 ft)
- Techo de vuelo: 7500 m (24 606 ft)
- Régimen de ascenso: 7,7 m/s (1516 ft/min)
- Carga alar: 138,7 kg/m² (28,4 lb/ft²)
- Potencia/peso: 0,256 kW/kg (0,115 hp/lb)

## Aeronaves relacionadas

### Desarrollos relacionados
- Lockheed Model 10 Electra
- Lockheed Modelo 12 Electra Junior
- Lockheed Modelo 18 Lodestar
- Lockheed Hudson
- Kawasaki Ki-56

### Secuencias de designación
- Secuencia Numérica (interna de Lockheed): ← 10 - 11 - 12 - 14 - 15 - 16 - 18 - 19 - 20 - 21 - 22 →
- Secuencia C-_ (Aviones de Carga del USAAC/USAAF/USAF, 1924-1962): ← C-108 - C-109 - C-110 - C-111 - C-112 - C-113 - C-114 →
- Secuencia R_O (Aviones de Transporte de la Armada estadounidense, 1931-1962 (Lockheed, 1931-1942)): RO - R2O - R3O - R4O - R5O - R6O - R7O-1/-2